# 湿地蓼
湿地蓼（学名：Polygonum paralimicola）为蓼科蓼属下的一个种。